# База «Клейтон»
База «Клейтон» (англ. Basic) — американсько-німецький трилер 2003 року. Режисер Джон Мактірнан.

## Сюжет
Форт «Клейтон» — остання американська військова база на Панамському каналі.
Фільм починається з висадки рейнджерів-курсантів і їхнього легендарного інструктора, звірюку-сержанта Нейтана Веста з гвинтокрила над джунглями Південної Америки. Потім, коли гвинтокрил підлітає на точку збору, щоби забрати курсантів, його пілоти бачуть одного з них(сержанта Данбара), що несе на собі раненого іншого (лейтенанта Кендела) і відстрілюється від третього. Інших членів групи нема. Розслідуванням пригоди займаються командувач бази, полковник Стайлз, і його підлегла, капітан Джулія Осборн. Начальник бази запрошує колишнього рейнджера і свого співслуживця Тома Харді (Джон Траволта) для допомоги у розслідуванні, так як Данбар, який знаходиться під слідством говорить, що буде давати свідчення тільки рейнджеру. Ситуація ускладнюється також тим фактом, що Харді — колишній учень Веста і ненавидить його не менше, ніж теперішні рекрути…

## У ролях
- Джон Траволта — Гарді
- Семюель Лірой Джексон — Вест
- Конні Нілсен — Осборн
- Тім Дейлі — Стайлес
- Джованні Рібізі — Кендалл
- Браян Ван Холт — Данбер
- Тей Діггз — Пайк
- Деш Мігок — Мюллер
- Крістіан де ла Фуенте — Кастро
- Розалін Санчес — Нуньєс

## Цікаві факти
- Зйомки картини почались 26 листопада 2001 року в околицях Флориди і Панами. 9 квітня 2002 року зйомки картини були завершені.[3]
- Робоча назва картини «Форт Клейтон».[3]
- Спочатку на головні ролі у фільмі розглядались кандидатури Бенісіо Дель Торо та Кетрін Кінер, а на місце режисера Лі Тамахорі.[3]